# عتبة (حالمين)

تعديل مصدري - تعديل

عتبة هي إحدى قرى عزلة حبيل الريدة بمديرية حالمين التابعة لمحافظة لحج، بلغ تعداد سكانها 133 نسمة حسب تعداد اليمن لعام 2004.